# Rashad Phillips
Rashad Keith Phillips (Detroit, 5 maggio 1978) è un ex cestista statunitense.

## Carriera
Sin dai tempi del liceo venne spesso paragonato ad Allen Iverson, per via del suo gioco veloce e sfrontato, della statura moderata ed anche di alcuni dettagli estetici come le treccine che ha portato in certi periodi.
Reduce da un quadriennio presso la University of Detroit Mercy e da un'annata nella lega di sviluppo NBDL con i Mobile Revelers, Phillips approdò nella Legadue italiana con l'ingaggio da parte degli Aironi Novara avvenuto nel luglio 2002. Alla prima giornata si rese protagonista di una prova da 51 punti nella vittoriosa trasferta del PalaDozza contro il Bignami Castel Maggiore, frutto di un 11/15 da due, 4/8 da tre e 17/19 ai tiri liberi, con 13 falli subiti e 57 di valutazione. Una settimana dopo, nell'esordio casalingo al Palasport Dal Lago, chiuse con 44 punti personali e il 10/12 da tre punti, ma fu Scafati a prevalere 80-97. Alla terza giornata, in casa contro Imola, segnò 31 punti anche se con un 1/12 da tre, mentre la squadra perse nuovamente. Alla sesta giornata, sul campo di Ragusa, toccò nuovamente i 40 punti realizzati, ma in questo caso per i piemontesi arrivò la vittoria. Nonostante questi numeri, talvolta alternati a partite da 9, 7 o 5 punti, la dirigenza biancoblù decise di tagliare Phillips dopo dieci giornate e di sostituirlo con un giocatore diverso quale Trent Whiting.
Nel febbraio 2003 tornò in campo dopo aver accettato l'offerta dei francesi dell'Évreux, militanti nel campionato di Pro B. Chiuse la rimanente parte di quella stagione con 24,0 punti di media, poi fu riconfermato anche per l'anno seguente. Nel 2004-2005 disputò la massima serie turca con i colori del Tekelspor di Istanbul, di cui fu nettamente il miglior marcatore stagionale con 21,2 punti di media in 27 partite. Nel 2005-2006 si divise tra i greci del Makedonikos nella prima serie ellenica e i Dakota Wizards nella lega americana CBA. Nel 2006 ebbe una nuova parentesi in Turchia ma nella seconda serie nazionale, all'Istanbulspor, seguita da quattro partite giocate con il Porto nel gennaio 2007. Proseguì poi la carriera in Lettonia al Valmiera, in Australia ai Perth Wildcats e in Arabia Saudita all'Al-Ansar della città di Medina. Nel gennaio 2010 volò in Germania per unirsi ai Gießen 46ers, squadra di Bundesliga con cui però non debuttò mai poiché il club preferì virare sull'ingaggio di Osvaldo Jeanty.